# Strawberry Mountains

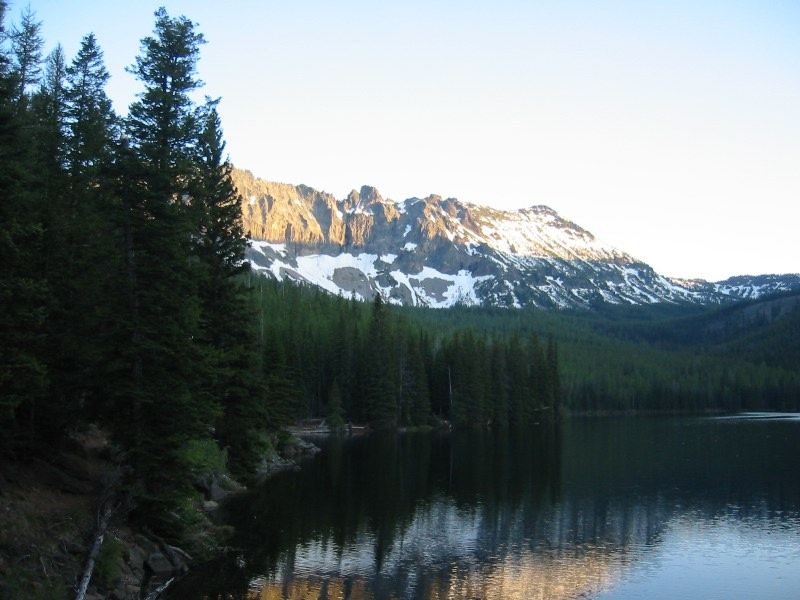
Lower Strawberry Lake w paśmie Strawberry Mountains

Strawberry Mountains – pasmo górskie w stanie Oregon w Stanach Zjednoczonych. Jego najwyższym szczytem jest Strawberry Mountain o wysokości 2756 m n.p.m. Pasmo to jest częścią większego pasma o nazwie Blue Mountains (Góry Błękitne).